# 福斯特山麓冰川
69°22′S 67°0′W / 69.367°S 67.000°W
福斯特山麓冰川（英語：Forster Ice Piedmont）是南極洲的山麓冰川，位於葛拉漢地，處於南極半島西岸，長40公里、寬20公里，由英國探險隊測量，以駐守在斯托寧頓島的測量員命名。